# Louis Majorelle
Louis Majorelle, född 26 september 1859 i Toul i Frankrike, död 15 januari 1926 i Nancy i Frankrike, var en fransk konsthantverkare.
Majorelle drev från 1879 sin fars snickeri med tillverkning av möbler i 1700-talsstil men övergick efterhand till möbler i jugendstil. Efter första världskriget övergick han till att arbeta i art déco. Majorelle ritade även glas och utförde metallmontage till glasskålar, lampfötter och annat för Daum.